# Revolución de Guatemala de 1944
La Revolución de Guatemala de 1944, conocida también como Revolución de Octubre, fue un movimiento cívico-militar ocurrido en Guatemala el 20 de octubre de 1944, efectuado por militares, estudiantes y trabajadores, que derrocó al Gobierno de facto de Federico Ponce Vaides, dio lugar a las primeras elecciones libres en ese país, e inauguró un período de diez años de modernización del Estado en beneficio de las mayorías de clase trabajadora. Esta situación provocó el fin del régimen instaurado tras la Revolución liberal de 1871. La historiografía posterior ha denominado dicho período como los «Diez años de primavera» o la «Edad de oro» de Guatemala, y actualmente el 20 de octubre es una fiesta nacional en ese país centroamericano, conmemorada como el Día de la Revolución de 1944.
Tras la serie de descontentos de muchos sectores de la población guatemalteca con el gobierno de Jorge Ubico, este se vio obligado a renunciar el 1 de julio de 1944, dejando en su lugar a un triunvirato militar conformado por los generales Eduardo Villagrán Ariza, Buenaventura Pineda y Federico Ponce Vaides. El triunvirato debía convocar a elecciones, lo cual aprovecharon los activistas civiles que se habían movilizado para derrocar el Gobierno de Ubico, muchos se inclinaban porque se designara como presidente interino al Dr. Carlos Federico Mora, reconocido profesional universitario. Al momento de que los diputados estaban discutiendo el tema, irrumpieron en el recinto legislativo un contingente de soldados enviados por Ponce al mando del coronel Alfredo Castañeda  ordenaron a todos los presentes abandonar el recinto parlamentario, los diputados por la presión de los militares, en sesión cerrada nombraron a Ponce como presidente, el 4 de julio de 1944. A los pocos días de haber llegado al poder, Ponce obligó a un numeroso grupo de indígenas traídos del interior del país a desfilar con garrotes para intimidar a la población civil. Desde la irrupción del ejército en la Asamblea Legislativa Árbenz Guzmán, al darse cuenta de las intenciones de Ponce, pidió su baja inmediata como militar y se dedicó junto a su amigo Jorge Toriello Garrido a conspirar contra el Gobierno de Ponce. Árbenz junto a su amigo Jorge Toriello contactaron al mayor Francisco Javier Arana, quién puso a su disposición los 14  tanques de combate que disponía el ejército guatemalteco.. Entre la medianoche del 19 y el mediodía del 20 de octubre, universitarios, militares y trabajadores tras varias horas de lucha en las calles y cuarteles de la ciudad logran dominar la situación, los líderes de la revolución pusieron ultimátum al Gobierno de Ponce Vaides, el 20 de octubre a medio día se izó la bandera blanca de rendición en el Palacio Nacional. Tras la rendición del gobierno se formó la junta de gobierno, integrada por los militares Jacobo Árbenz, y Francisco Javier Arana además del civil Jorge Toriello.

## Antecedentes

### Gobierno de Manuel Estrada Cabrera

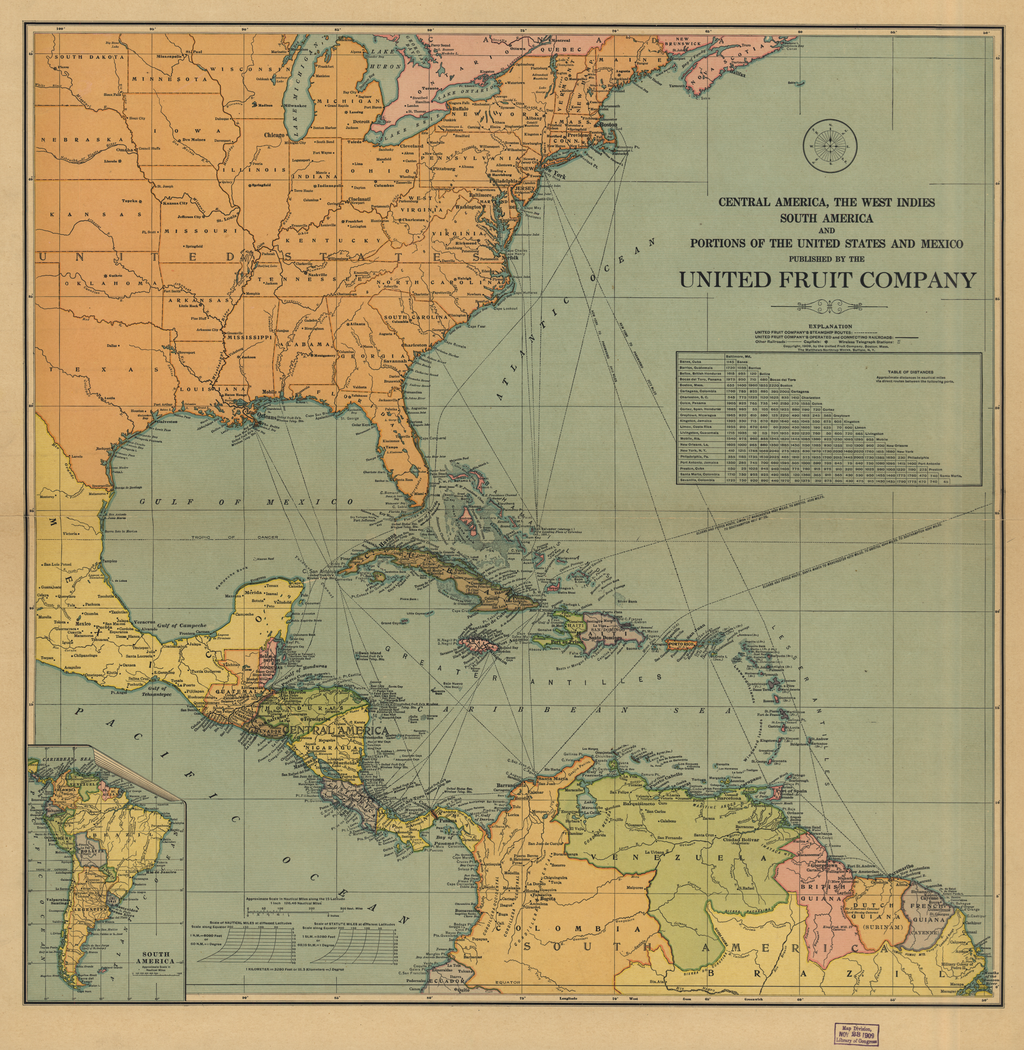
Mapa de rutas de la «Flota Blanca» de la United Fruit Company, la cual tenía el monopolio de transporte de carga y personas de Puerto Barrios, tras las generosas concesiones otorgadas por Estrada Cabrera.

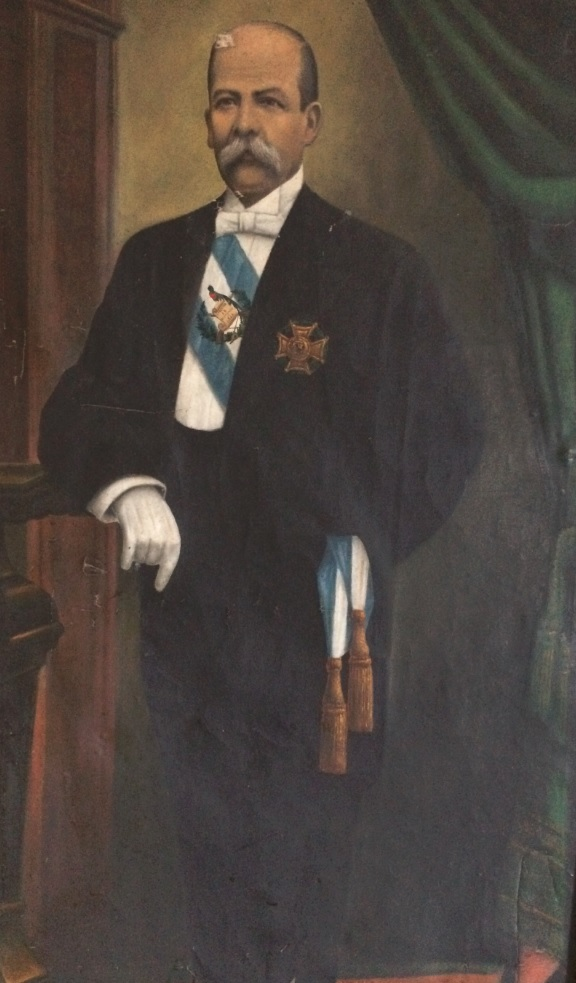
El licenciado Manuel Estrada Cabrera. Primer presidente civil de Guatemala, gobernó entre 1898 y 1920.

Durante el gobierno del primer presidente civil de Guatemala, licenciado Manuel Estrada Cabrera (1898-1920), se mantuvo el sistema del Reglamento de Jornaleros de Justo Rufino Barrios, y además la United Fruit Company (UFCO) se convirtió en la principal fuerza económica de Guatemala, gracias a grandes concesiones otorgadas por el Gobierno, ya que Estrada Cabrera tenía acciones en la compañía; a Estrada Cabrera, además, le interesaba obtener el apoyo estadounidense para evitar un posible ataque de la flota británica; —lo cual era muy posible debido a las deudas que dejara su antecesor, el general Reina Barrios tras el fracaso de la Exposición Centroamericana— y en cuanto a la política exterior de los Estados Unidos para Centroamérica, esta consistía en mantener gobiernos afines y lo más pacíficos posible para facilitar la construcción del canal interoceánico que primero estuvo planificado para Nicaragua, luego en Colombia y por último en Panamá, tras la Separación de Panamá de Colombia.
Siguiendo el estilo de los gobiernos autoritarios: no toleró oposición a su gobierno, persiguió a sus enemigos políticos y restringió la libertad de prensa, pero, a pesar de esto, es considerado como un administrador eficiente, ya que logró mantener la economía del país pese a que esta se vio afectada por:
- la deuda con los bancos británicos heredada del gobierno de José María Reyna Barrios;[12]
- la construcción del Canal de Panamá (que hizo inútil la construcción del ferrocarril interoceánico en Guatemala y originó tensión con los presidentes José Santos Zelaya de Nicaragua y Porfirio Díaz de México);[13][14]
- la variación en el precio del café, principal producto de exportación de Guatemala durante los regímenes liberales.[7]
- las imposiciones políticas, económicas y militares de los Estados Unidos, Inglaterra y Alemania durante la Primera Guerra Mundial, y finalmente[15][16]
- los terremotos de 1917-18, que destruyeron más de la mitad de la Ciudad de Guatemala.[17]

La UFCO controló más del 40 % de la tierra del país, las instalaciones del único puerto en el Atlántico (Puerto Barrios) y el transporte en ferrocarril con apoyo incondicional del Gobierno guatemalteco. Esta situación se mantendría hasta 1944.

#### Guatemala: República Bananera
El término despectivo «República bananera» (del inglés «Banana Republic») frecuentemente se utiliza para describir a pequeños países que son pobres y subdesarrollados y que tienen un gobierno inestable, con corrupción galopante y una relación sumisa con los Estados Unidos. El término lo acuñó el escritor estadounidense O. Henry, quien lo utilizó para describir al imaginario país «Anchuria» en su novela Cabbages and Kings. Henry se inspiró en lo que vio durante un viaje a Honduras, que había sido invadida en 1910 por la corporación frutera Cuyamel Fruit, y que estuvo a punto de irse a la guerra por rivalidades corporativas con su vecina, la Guatemala del licenciado Manuel Estrada Cabrera, la cual a su vez estaba controlada por la United Fruit Company.
Otros escritores siguieron utilizando el término para describir a los corruptos países de América Central y el poder casi absoluto que en los mismos tenían las fruteras estadounidenses.

### Después de Estrada Cabrera

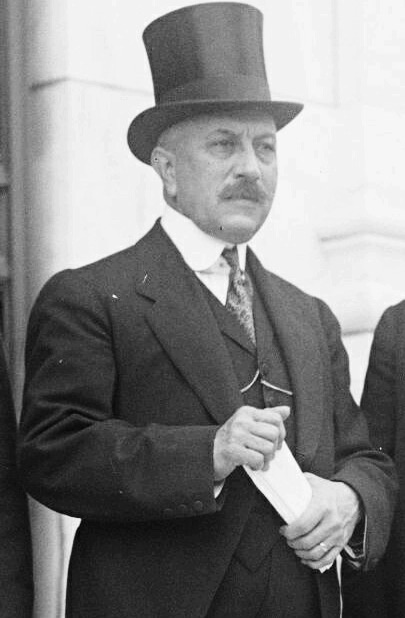
Carlos Herrera y Luna

El presidente interino Carlos Herrera y Luna heredó un desorden fiscal, monetario y bancario; se opuso a ratificar varios contratos con compañías norteamericanas que había firmado Estrada Cabrera y que Herrera consideraba lesivos para el país. Entre estos se encontraban:
- la venta de la Empresa Eléctrica, que había sido expropiada a los accionistas alemanes después de la Primera Guerra Mundial;[25]
- el contrato con la International Railways of Central America (IRCA),[c] para poner en vigor el Contrato Ferrocarrilero Méndez-Williamson de 1908 firmado en el período del presidente Manuel Estrada Cabrera;[d]
- el contrato sobre servicio de luz, calor y fuerza eléctrica con Central America Power Company;[25]
- el contrato con Washington Serruys, para la instalación de un tranvía eléctrico, y[25]
- el contrato entre el Ministerio de Fomento y la Compañía All America Cables Incorporated, para el establecimiento en la capital de una oficina pública de cablegramas.[26]

Herrera, quien era un azucarero miembro de la élite económica guatemalteca se dio cuenta de lo lesivos que eran para Guatemala los contratos con las empresas estadounidenses y al oponerse a ratificarlos fue derrocado en un violento golpe de Estado el 5 de diciembre de 1921. El golpe estuvo dirigido por el general José María Orellana, quien había sido jefe del Estado Mayor de Estrada Cabrera y quien ratificó todos los contratos con compañías internacionales.

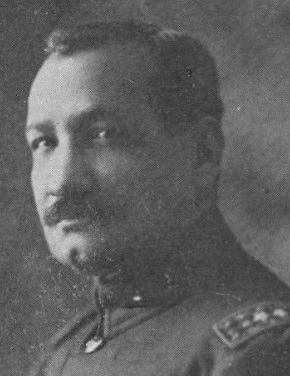
José María Orellana

1. La Huelga de los Muelleros: A mediados de 1924, los portuarios de Puerto Barrios, claves para la exportación de banano y para las importaciones a Guatemala, reclamaron la jornada de ocho horas y el aumento de sus salarios. La UFCO se negó a aceptar y no cedió; los trabajadores entonces se fueron a la huelga, con la cual se solidarizaron todos los trabajadores de las fincas de la «frutera». La UFCO pidió ayuda al Gobierno, que actuó con rapidez: se enviaron tropas a imponer el orden en Barrios; el choque fue brutal, saldándose con muerte y heridos entre los obreros. La huelga duró veintisiete días, pero la represión logró acabarla: veintidós dirigentes fueron encarcelados y luego expatriados.[28]
2. Huelga ferrocarrilera: A finales de 1924, los trabajadores de la International Railways of Central America (IRCA) exigieron la reducción de horas de trabajo, el aumento de salario y el respeto para su organización «Sociedad Ferrocarrilera». Una vez más, la «frutera» (propietaria de la IRCA) se negó rotundamente a aceptar estas reivindicaciones y movilizó al Gobierno de Orellana para reprimir violentamente la huelga de cinco mil trabajadores.[28]
3. Grandes extensiones de tierra ociosa: Un mecanismo ampliamente utilizado por la UFCO era comprar a precios bajos grandes cantidades de tierras como medio para evitar que surgieran competidores y mantener así un monopolio sobre la producción de plátanos, inclusive conservando extensas zonas agrícolas sin cultivar bajo pretexto de que sequías o huracanes le obligaban a mantener «en reserva» grandes extensiones de terreno sin usar.[28]

### Gobierno del general Jorge Ubico

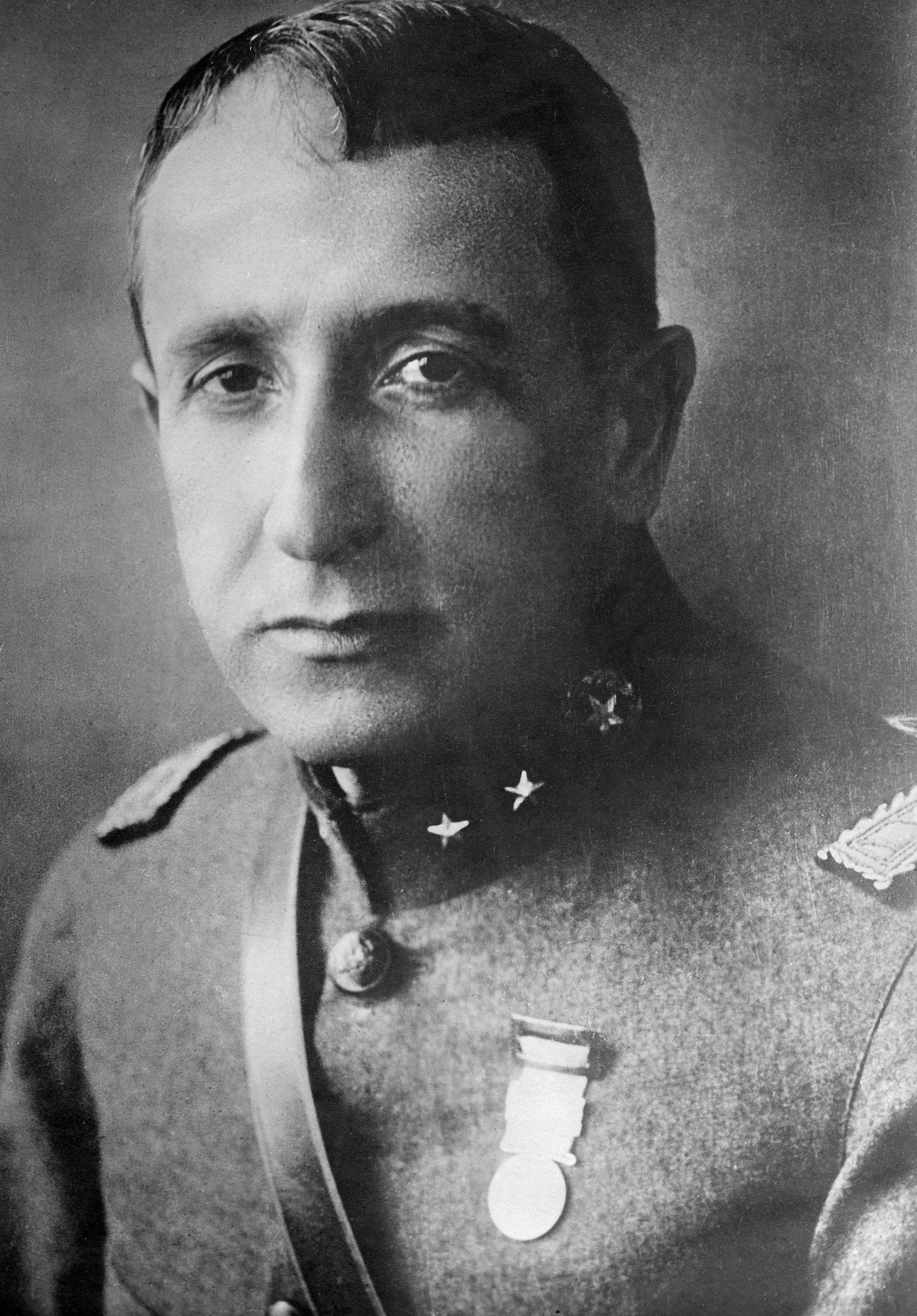
El general Jorge Ubico Castañeda, presidente de Guatemala de 1931 a 1944.

Cuando Ubico tomó el poder en 1931, eran numerosos los países que se inclinaban por gobiernos autoritarios; de esta manera, una vez en el poder, Ubico Castañeda asumió poderes autoritarios y métodos de espionaje y represión similares a los de Barrios y Estrada Cabrera, y mantuvo una Asamblea legislativa obediente a sus mandatos. Inteligente, dinámico y temperamental, se caracterizaba por controlar hasta el más mínimo detalle de la vida de Guatemala; uno de sus principales objetivos fue el de lograr una reorganización de la Administración Pública, para lo que nombró a varios allegados suyos, los llamados Ubiquistas, en posiciones clave del Gobierno. Su gobierno se caracterizó por un esfuerzo por estabilizar las finanzas del Estado, reduciendo el gasto público a costa de, entre otras medidas, reducir los sueldos de los empleados públicos en un 40 % para contrarrestar el déficit del gobierno; su gobierno  se caracterizó por las acciones de una policía y poder judicial implacables con el delito, la corrupción y cualquier tipo de oposición al régimen. Finalmente, completó la centralización del poder al eliminar a los alcaldes popularmente electos por intendentes que eran nombrados por el propio presidente.
Es significativo su impulso a la construcción de obra pública, especialmente carreteras, en beneficio de la actividad cafetalera, dominada por inmigrantes alemanes en la Veparaz y por terratenientes guatemaltecos en el resto del país. Para la construcción de carreteras empleó trabajo forzado de indígenas, vigilados por el cuerpo de ingenieros del Ejército. Por medio del decreto 1995 de 1934, canceló las deudas impagables que los jornaleros tenían con los hacendados, suprimiendo así el Reglamento de Jornaleros impuesto por Justo Rufino Barrios en 1877; pero, para contrarrestar una potencial escasez de mano de obra para las fincas, promulgó el Decreto 1996: la «Ley de Vagancia» y la «Ley de Vialidad», las cuales obligaban a todo campesino que no tuviera un mínimo de tierras a trabajar cierta cantidad de días al año al servicio de un hacendado; si esto no se podía comprobar, el jornalero debía trabajar gratuitamente en los caminos.
Puede decirse que su administración se mantuvo gracias al monopolio bananero de la «frutera» (la United Fruit Company), a la que le otorgó generosas concesiones en Tiquisate y el usufructo del ferrocarril. Conforme avanzaron los sucesos de la Segunda Guerra Mundial, la política norteamericana y sus compromisos con la «frutera» lo obligaron no solo a declarar la guerra a las naciones del Eje sino a permitir el establecimiento de bases estadounidenses en Guatemala. Entre los beneficios que recibió del Gobierno estadounidense a cambio de su alianza en la guerra hubo armamento moderno para el Ejército y entrenamiento en la Escuela Politécnica a cargo de militares norteamericanos.

## Renuncia de Jorge Ubico

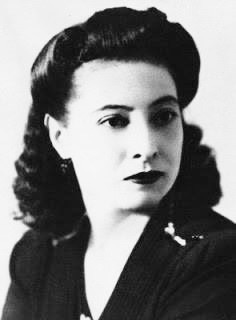
La profesora María Chinchilla Recinos en 1940. Su muerte durante la manifestación del 25 de junio de 1944 precipitó la renuncia del presidente Jorge Ubico.

En mayo de 1944 se organizó el «Partido Social Democrático» (PSD), que aglutinó a profesionales universitarios y militares, y que se autodefinía como «socialista democrático: socialistas depurados y demócratas efectivos». Entre sus miembros estaban:
- El coronel Guillermo Flores Avendaño, quien ocupó varios cargos públicos en los Gobiernos de José María Orellana, Lázaro Chacón y Jorge Ubico.[33]
- El licenciado Carlos Zachrisson: exministro de Finanzas de José María Orellana.[k]
- El Dr. Julio Bianchi: reconocido médico, exmiembro fundador del «Partido Unionista» que derrocó a Manuel Estrada Cabrera en 1920, y exembajador de Guatemala ante los Estados Unidos.[34]
- Jorge Toriello Garrido, comerciante.[35]

Los miembros del PSD tuvieron una participación activa en los movimientos sociales que se desarrollaron en junio de ese año.
El 1.º de junio de 1944, el Gobierno de Ubico Castañeda incrementó el salario de los empleados públicos en un 15 %, pero solo para los que ganaban menos de quince quetzales mensuales. Esto dejaba fuera a los maestros, quienes comenzaron una serie de protestas pacíficas para ser incluidos en este aumento. Por su parte, los estudiantes universitarios iniciaron marchas pacíficas para exigir la destitución de sus decanos, ya que durante el gobierno del general Ubico la Universidad Nacional era dependencia del Ministerio de Instrucción Pública y las autoridades eran nombradas directamente por el presidente de la República; Ubico Castañeda accedió a cambiar a los decanos, pero los sustitutos que nombró no fueron del agrado de los estudiantes, quienes redoblaron sus protestas.

### La carta de los 311
Esta fue un documento firmado por trescientos once individuos, principalmente jóvenes universitarios, que se envió al presidente Ubico Castañeda tras la supresión de las garantías constitucionales que este ordenó después de las protestas de los estudiantes universitarios. En él se destaca, la petición de renuncia del presidente Ubico.
Este memorial se redactó en casa del Dr. Julio Bianchi y lo firmaron trescientas once personas, entre quienes estaban:
- José Azmitia
- César Brañas
- Eduardo Cáceres Lehnhoff
- Manuel Galich
- Flavio Herrera
- Julio César Méndez Montenegro[37]
- Dr. Carlos Federico Mora
- Lic. David Vela[38]

Ubico no respondió favorablemente a este memorando, como se desprende de la segunda misiva que se le dirigiera pocos días después, y en la que se le exige su renuncia nuevamente. Esta vez rubricaron la petición Ernesto Viteri B., José Rölz Bennett, Francisco Villagrán, Eugenio Silva Peña, Federico Carbonell y Federico Rölz Bennett.
La manifestación del 25 de junio
El 25 de junio al igual que el día anterior, se convocó a una marcha pacífica por las principales calles de la ciudad, el grueso de los manifestantes eran trabajadores, estudiantes y maestros,  Jorge Ubico mandó a la caballería a disolver la manifestación de forma violenta utilizando incluso bombas de fósforo blanco contra los civiles, convirtiéndose en un suceso trágico dejando como saldo varios muertos y heridos, entre las muertes se visibilizó especialmente la de la maestra María Chinchilla y en su homenaje se instituyó desde entonces cada 25 de junio como el Día del Maestro en el país.

### Manifiesto de renuncia
Ante las anteriores misivas, y el descontento popular generalizado, Ubico Castañeda decidió renunciar el 1.º de julio de 1944:
| Manifiesto del general Jorge Ubico al Pueblo de Guatemala: El día de hoy presenté a la Honorable Asamblea Legislativa la renuncia del cargo de Presidente de la República. La presenté con carácter de irrevocable. Volveré así a la vida privada, después de consagrar al servicio del país mis energías y experiencia en la vasta labor de dirección de un gobierno de orden y progreso. Me retiro del poder dejando tras de mí una obra realizada; que si no llena ni hubiera llegado nunca a colmar mis aspiraciones de guatemalteco, es prueba no refutable del amor que como ciudadano profeso a mi patria y del cuidado que le dediqué como gobernante. Jamás mis antecesores tuvieron que hacer frente, como yo, a una época tan preñada de dificultades y peligros; y me satisface poder asegurar que los que juzguen mi actuación, hoy y mañana con espíritu ecuánime y sereno, ajustarán su veredicto a la medida de mis pretensiones. Un movimiento que empezaba a tomar caracteres de violencia, iniciado y proseguido hasta ahora por una minoría de los habitantes de la capital, me llevó a la decisión de resignar el mando pues a pesar del pequeño número de quienes se rebelaron como descontentos del régimen gubernativo, es manifiesto, en las peticiones que ellos me dirigieron, su deseo principal y unánime de que renunciara al ejercicio de la presidencia. Así lo hice, en seguida, sin dudas ni vacilaciones, porque en ningún momento del lapso de mi mandato abrigué el propósito de afirmarme en el poder contra la voluntad de mis condicionales. Al cesar en las fatigas y sinsabores del elevado cargo que acepté en cumplimiento de un deber de ciudadano, hago expresa mi gratitud para el pueblo leal que estuvo a mi lado en circunstancias prósperas y adversas, lo mismo que para los funcionarios y empleados que me prestaron meritoria ayuda; y formulo votos muy sinceros por la ventura de mi patria y la armonía entre mis ciudadanos. Guatemala, 1°. de Julio de 1944 Jorge Ubico |

#### Motivaciones de la renuncia
Los escritores liberales han dicho que Ubico Castañeda renunció luego de los acontecimientos de los últimos días de junio de 1944 para evitar un inútil derramamiento de sangre en el país; pero, por su parte, los opositores a su régimen indican que lo hizo para darle un escarmiento a Guatemala, y dejó en su lugar a los tres militares de su plana mayor: Eduardo Villagrán Ariza, Federico Ponce Vaides y Buenaventura Pineda.
| Cuentan que cuando la situación estaba ya inclinándose a favor de la renuncia de Ubico Castañeda, los altos jerarcas del Ejército de Guatemala conferenciaron para determinar a quienes nombrar para una comisión que le pregunta al Presidente de la República a quien pensaba nombrar como sus sucesor para tan alto cargo. Los militares determinaron que lo más prudente era comisionar para esto a los generales que tuvieran menos jerarquía dentro de la institución armada guatemalteca: Eduardo Villagrán Ariza, Federico Ponce Vaides y Buenaventura Pineda. Estos solicitaron la correspondiente entrevista con el Presidente, la cual, aparentemente, transcurrió en términos como estos: - Permiso para hablar con el Señor Presidente... Ubico Castañeda, quien acostumbraba a no apartar la vista de sus documentos mientras atendía a sus visitantes, contestó sin mirarles: - Sí, ¿qué quieren? Los generales, temerosos, continuaron: - Entre los miembros de su Plana Mayor, se quisiera saber que si en caso, ¡que Dios no lo permita!, su Excelencia llegara a faltar quien consideraría Usted que es el más apropiado para sucederle. Sin pensarlo siquiera, Ubico Castañeda levantó la vista un momento, y señalándoles con su pluma fuente contestó: - ¡Ustedes tres! Tomado de: Entrevista con miembro de las juventudes universitarias que participaron en los sucesos de junio de 1944. Realizada el 10 de abril de 1984. |

### Formación delFrente Popular Libertador
El 4 de julio, los estudiantes universitarios principalmente de las facultades de Derecho y de Medicina formaron el Frente Popular Libertador (FPL). La mayoría de estos jóvenes estudiantes eran de clase media y había incluso algunos de las élites del país. El 18 de julio celebraron su primera junta general, y se nombró a Manuel Galich, Mario y Julio César Méndez Montenegro, Manuel y Marco Antonio Villamar Contreras como su primera junta directiva. Entre los participantes a esa reunión estuvieron Ricardo Asturias Valenzuela, Alfonso Bauer Paiz y José Manuel Fortuny.
Los fundadores del partido explicaron el significado del nombre que habían adoptado de la siguiente forma:
- Frente: porque los que lo forman marchan siempre a la vanguardia, con la frente en alto.[34]
- Popular: porque le abre los brazos a cuanto guatemalteco honrado desee pertenecer a él.[34]
- Libertador: porque propone hacer una patria democrática y libre.[34]

## La Revolución

### Papel de la Escuela Normal para Varones
A finales del gobierno del general Ubico la Escuela Normal estaba militarizada y para su funcionamiento se integraba de una unidad administrativa a cargo de militares de profesión y encargada de impartir órdenes y disciplina castrense, y una unidad académica integrada por un claustro de catedráticos civiles encargados de la enseñanza. La escuela se caracterizaba entonces por tener un internado obligatorio, régimen y disciplina militar, estudiantes becados en condiciones económicas bastante reducidas, predominio de alumnos de la provincia, y un claustro altamente cualificado presidido por Luis Martínez Mont. Los estudiantes de esa época sufrieron arrestos indefinidos, palabras grotescas, golpes y prácticas militares agotadoras de tres y cuatro horas diarias, en menoscabo de las horas de estudio.
Tras la caída del general Ubico, los estudiantes de la Escuela Normal solicitaron mediante un telegrama al presidente Ponce Vaides la desmilitarización del plantel el 15 de julio de 1944, pero no fueron atendidos. Alentados por las circunstancias, insistieron y el nuevo Gobierno les otorgó la desmilitarización del establecimiento educativo. Los normalistas fueron reunidos en los corredores de la Escuela Normal para escuchar la orden militar del día, que trató sobre la desmilitarización de la Escuela Normal. Los estudiantes fueron desarmados y rompieron filas. El 1.º de agosto el personal administrativo de la Escuela Normal pasó al control del nuevo director, el profesor Jorge Luis Arriola.
Durante esta corta administración, la administración de la Escuela Normal mejoró la alimentación de los internos, cambió a los inspectores, desarrolló el arte literario y fomentó las relaciones interescolares que no existían hasta entonces. Las primeras visitas fueron de las alumnas del Instituto Normal Central para Señoritas Belén y luego se establecieron los jueves deportivos donde se invitaban a institutos de secundaria de la ciudad de Guatemala para practicar encuentros deportivos, tanto de mujeres como de hombres. Estos cambios hicieron que el presidente Ponce Vaides viera con recelo a la Escuela Normal, por lo que destituyó a Jorge Luis Arriola el 25 de septiembre de 1944 y nombró como director en su lugar a Carlos Alberto Quintana quien era miembro activo del Partido Liberal y a quien la institución declaró non grato. Como protesta, renunciaron los profesores de la administración y los estudiantes emprendieron varias acciones:
- elaboraron un manifiesto pidiendo la reinstalación del Dr. Arriola como director[40]
- hicieron aclaraciones a la prensa para salvar al Dr. Arriola[40]
- emprendieron jornadas de protesta para la liberación de su director[40]
- convocaron a una huelga general en que los internos abandonaron el edificio de la Escuela.[39]

La huelga convocada por los estudiantes normalistas fue uno de los precursor de la Revolución del 20 de Octubre.

### Muerte de Alejandro Córdova
En la madrugada del 1 de octubre de 1944, Alejandro Córdova —fundador y director del periódico El Imparcial—y el industrial Fredy Koenisberger asistieron a una reunión y, a eso de las 3 de la mañana, se dirigieron a la Villa de Guadalupe, donde vivía Córdova. Cuando estacionaron frente al chalet las Gardenias, en la 8.ª avenida entre 2.ª. y 3.ª calles de la ciudad de Guatemala, fueron interceptados por un grupo de hombres armados. Uno de ellos les dijo: «Dos palabras». Y Córdova le respondió: «¿Qué quiere, amigo?» Entonces les dispararon.
Los autores del atentado, Federico Paiz Madrid, Luis Ochoa del Cid y José Manuel Herrera Muñoz, corrieron hacia una camionetilla en la que los esperaba Humberto Mendizábal Amado; se dirigieron al Tercer Destacamento de Policía, en el barrio de San Pedrito y dejaron abandonado el vehículo. Momentos después se despidieron y Paiz Madrid, jefe del grupo, les dijo que tenían que separarse y que no olvidaran presentarse al despacho del coronel Evaristo Orozco para informarle de que habían cumplido la misión. Todos los autores materiales fueron capturados al caer el Gobierno de Ponce Vaides el 20 de octubre de 1944, pero Madrid y Del Cid escaparon de la cárcel.
Con el nuevo Gobierno, la Policía Nacional fue sustituida por la Guardia Civil, que prometió capturar a los prófugos en el menor tiempo posible; el 22 de octubre, unos guardias que rondaban por Gerona vieron a un individuo sospechoso y lo reconocieron como Federico Paiz Madrid. En la 16 avenida y Callejón del Administrador, hoy 15 calle “A” –según el reporte de las autoridades— «Madrid los atacó a balazos y ellos para defender sus vidas le dispararon hasta darle muerte». El resto de los asesinos de Córdova fueron condenados a muerte en Primera Instancia, pero en Segunda Instancia, las condenas quedaron así: Luis Ochoa del Cid y José Muñoz Herrera, treinta años de prisión y Humberto Mendizábal Amado, veinte años.

### Caída de Ponce Vaides
De julio a septiembre del mismo año, Ponce comenzó a dictar medidas coercitivas contra la ciudadanía, apoyado por el Partido Liberal Progresista, con el objeto de perpetuarse en el poder. Varios oficiales de graduación intermedia de alta en el batallón de la Guardia de Honor, comenzaron a cambiar impresiones y a proponer soluciones para evitar el establecimiento de una nueva dictadura en el país. Entre los militares estaban Manuel J. Pérez, el mayor Carlos Aldana Sandoval, el capitán Jacobo Árbenz y Francisco Javier Arana, a quienes se sumó prácticamente toda la oficialidad de aquel cuerpo militar. Algunos se encargaron de mantener contactos con diversos activistas civiles que colaborarían durante la lucha armada. Los enlaces principales que mantuvieron fueron los militares de baja Jacobo Árbenz Guzmán y Enrique de León Aragón. Además, el hombre de negocios Jorge Toriello, el dirigente obrero Silverio Ortiz, el doctor Julio Bianchi y un grupo de estudiantes encabezados por los hermanos Mario Méndez Montenegro Mario y Julio César Méndez Montenegro, Oscar de León Aragón y Julio Valladares Castillo, entre otros.
En la noche anterior al 20 de octubre de 1944, después de coordinar las unidades que estarían en combate, de comprobar las comunicaciones, adjudicar misiones y objetivos y de establecer un puesto de mando, los mayores decidieron comenzar las operaciones de acuerdo con el plan estratégico establecido, sin la asistencia del mayor Aldana Sandoval y del coronel Humberto Díaz, quienes por diversas razones no estuvieron presentes en la hora convenida: se emplazaron dos piezas de artillería en la zona 5 para cañonear el Castillo de Matamoros, mientras que dos tanques cubrían el frente del cuartel para evitar fugas; desde los altos del Cerrito del Carmen, otras dos unidades bombardearon el Fuerte de San José Buena Vista Castillo de San José, también sitiado por otro par de tanques. Se neutralizó el campo de aviación del Aeropuerto Internacional La Aurora y luego se trajeron cuatro cañones más para emplearlos contra Matamoros y el Castillo de San José, que causaron en ambos estragos materiales en los edificios y una considerable cantidad de bajas entre muertos y heridos. Finalmente, fueron colocados cuatro tanques frente al Palacio Nacional con la orden de atacar en caso de encontrar resistencia.
En cuanto a Árbenz, Jorge Toriello y el teniente Enrique de León Aragón, estos estuvieron repartiendo armas a los civiles que las solicitaban para unirse a la lucha. Los primeros civiles que se incorporaron a ella fueron quince estudiantes universitarios que llegaron a la Guardia de Honor a las dos de la mañana, a los que se entregaron armas inmediatamente. Otro contingente civil muy valioso fue el constituido por obreros armados acaudillados por el legendario dirigente Silverio Ortiz. Entre todos ellos lograron reunir ochocientos hombres que pelearon en diversos barrios de la ciudad, entre otros, «La Palmita», «La Reformita», «Santa Cecilia» y en las calles céntricas, enfrentándose a la policía nacional y a los francotiradores que cobraron muchas vidas humanas. El contingente obrero estuvo integrado por albañiles, carreteros, maestros, tipógrafos, ferrocarrileros, jornaleros y toda una amplia gama de oficios.
En las primeras horas de la mañana del 20 de octubre, el Castillo de Matamoros elevó la bandera blanca en señal de redención y a las 10:30 a. m. hizo lo mismo el Castillo de San José. Algunos hechos callejeros violentos por parte de la resistencia obligaron al ejército revolucionario a integrar con estudiantes y maestros un cuerpo de vigilancia llamado «Guardia Cívica», que patrulló la ciudad de Guatemala desde la noche del 20 de octubre en adelante, en sustitución de la policía nacional. Los boy scouts también colaboraron con los triunviros, dirigiendo el tráfico en las esquinas más concurridas, y las mujeres guatemaltecas prestaron su labor como ayudantes de enfermería en los hospitales y puestos de socorro.
El 20 de octubre de 1944 selló por primera vez en la historia republicana de Guatemala la unión entre ejército y civiles revolucionarios. Después de la rendición de los dos bastiones militares defensores del gobierno de Federico Ponce, el mandatario y su gabinete levantaron la bandera blanca del cese de hostilidades. Para ello fue necesario que los combatientes revolucionarios llegaran al acuerdo de integrar un mando unificado integrado por Francisco Javier Arana, representando a los jóvenes oficiales de la Guardia de Honor y Jacobo Árbenz Guzmán y Jorge Toriello Garrido, en representación de los sectores militares democráticos egresados de la Escuela Politécnica, así como a los estudiantes, obreros y políticos que coadyuvaron a derrocar los gobiernos de Jorge Ubico y Ponce Vaides.
Los dirigentes exigieron telefónicamente la renuncia escrita de Ponce, desde la embajada de Estados Unidos. Después de solicitar la mediación del cuerpo diplomático y de cuatro horas de negociación, ambas partes acordaron los términos de la rendición del Gobierno y el cese total de hostilidades de las fuerzas militares que lo apoyaban.

### Junta revolucionaria de gobierno
Luego de estos sucesos se difundió la noticia de que Ponce Vaides había solicitado asilo político en México y el gobierno había sido tomado por un triunvirato compuesto por un civil y dos militares: el civil Jorge Toriello Garrido, el mayor Francisco Javier Arana y el capitán Jacobo Árbenz Guzmán.
Las principales funciones del Gobierno de transición fueron derogar los decretos que había promulgado la administración anterior. Convocó a una Asamblea Nacional Constituyente que produjo una nueva Carta Magna. Quedó instituida la Junta Revolucionaria del 20 de octubre de 1944, con el propósito de garantizar a los guatemaltecos un marco constitucional para llevar a Guatemala a una democracia representativa. Entre los decretos más importantes que firmó la Junta Revolucionaria se encuentran:
- Decreto N.º 1: Disolución de la Asamblea Nacional y convocatoria para elección de Diputados para integrar la Asamblea Revolucionaria.
- Decreto N.º 7: Se deroga el Decreto N.º 1474 desde el 1 de enero de 1945, anulando el servicio personal (trabajo forzoso) por pago de impuesto de vialidad.
- Decreto N.º 14: Se otorga autonomía a la Universidad Nacional, que pasa a llamarse Universidad de San Carlos de Guatemala.

#### Constitución de 1945
Los dirigentes del movimiento armado de octubre formaron una junta de gobierno que conservó el mando de la República hasta el 15 de marzo de 1945. Durante este período se promulgó la nueva Constitución de la República de Guatemala, que fue redactada y aprobada por una Asamblea Nacional Constituyente, y firmada por el presidente de la Asamblea Revolucionaria, Jorge García Granados.
Entre otras cosas, la nueva Constitución autorizó la organización de sindicatos, los cuales estaban prohibidos en los gobiernos liberales, se creó el cargo de jefe de las fuerzas armadas y se abolió el trabajo forzado, además se aprobó por primera vez en el país el voto femenino.

## Los gobiernos de la Revolución
La Revolución de Octubre ha sido interpretada como el período en que emerge la pequeña burguesía guatemalteca y del proceso de hegemonización de la burguesía en el manejo del poder político. El nuevo papel del Estado requería de un número creciente de servidores públicos; su apertura democrática estimuló la organización popular y el mayor protagonismo de las capas urbanas logró que sus áreas de vida ubicadas en las periferia de la ciudad de Guatemala fueran atendidas por el Estado ya que son partes de la base social que sustenta los regímenes revolucionarios.
Cuando ocurrió la Revolución de 1944, la ciudad tenía un escaso desarrollo urbano, que se reflejaba en una deficiente y diferenciada cobertura de servicios esenciales así como pocas posibilidades de trabajo para la población, por la casi inexistente industrialización; excepto por una fábrica de cerveza, otra de cemento y algunas textiles y jaboneras, las principales actividades económicas eran agrícolas y artesanales. Guatemala dependía en todo de la importación de artículos tanto suntuarios como necesarios.
Con los gobiernos revolucionarios aparece un nuevo concepto de la administración municipal, basado en la autonomía y en la elección de las corporaciones por la población de los municipios, aunque, desde el principio, esta situación tuvo repercusiones en el desarrollo urbano de la ciudad, ya que existieron fricciones políticas entre el Gobierno y las corporaciones ediles, principalmente con la de Juan Luis Lizarralde, quien fue elegido en 1951 tras ser postulado por los partidos anticomunistas de Guatemala.

### Gobierno de Arévalo
El gobierno del primer presidente electo democráticamente en la historia de Guatemala, Juan José Arévalo, se distinguió por sus numerosas realizaciones educativas y de beneficio para la mayoría de las capas medias urbanas y de los intelectuales más consecuentes. Sin embargo, la oligarquía y los sectores influyentes, apoyados por el sector conservador del Ejército, comenzaron a conspirar contra el nuevo Gobierno. El presidente Arévalo Bermejo principió su gobierno el 15 de marzo de 1945, y desde el principio utilizó un lenguaje a veces disociador, que empezó a polarizar a la sociedad guatemalteca, causando entre los terratenientes la sensación de que solamente era el gobernante de una parte de los guatemaltecos. En el libro «Despacho Presidencial» de Arévalo, se observa que el gobierno empezó con sanciones a la oposición, intervencionismo económico del Estado y un decidido apoyo a un movimiento sindicalista recién surgido. Así entonces, las fuerzas de oposición al gobierno arevalista poco a poco fueron marginadas y empezaron a temer la implantación del socialismo en el país. Por otra parte, es importante destacar que el presidente Arévalo tomó posesión con poder limitado, restringido por los militares, que estaban acaudillados por el teniente coronel Arana.
El frente de lucha del gobierno arevalista fue preponderantemente urbano y, a diferencia de su sucesor, no enfrentó los problemas de la tenencia de la tierra y el trabajo agrícola, a pesar de que la mayoría de la población era rural e indígena, salvo en lo relacionado con los trabajadores de la agricultura tecnificada norteamericana aposentada en las vastas y fértiles regiones de Bananera y Tiquisate. Por otra parte, el régimen revolucionario, impulsado y dirigido por miembros de las capas medias directa e indirectamente, fortaleció las posiciones de aquellas y las acrecentó Por su parte, el sector terrateniente se organizó a través de las asociaciones de agricultores, comerciantes, industriales, banqueros, aseguradores y especuladores financieros, etc.
Los precios del café, principal producto agrícola que exportaban los guatemaltecos, ya que el banano era negocio exclusivo de los norteamericanos, alcanzaron los precios que habían perdido en 1930, y, aunque la beneficiada en primer término fue la élite cafetalera, hubo una derrama suficiente para abrir nuevos negocios o ampliar los ya existentes en los rangos sociales intermedios de la capital y de algunas cabeceras departamentales. Asimismo, durante el gobierno de Arévalo hubo considerable expansión de las clases medias urbanas y ladinas del país, a las que hasta el sindicalismo recién organizado favoreció, puesto que muchos de los nuevos dirigentes y diputados obreros salieron de sus distintas capas.
Arana y Árbenz fueron ascendidos al grado de coronel y teniente coronel, respectivamente.
El 16 de diciembre de 1945, Dr. Arévalo, en compañía de un periodista estadounidense y dos bailarinas rusas que estaban de visita en Guatemala, tuvo un terrible accidente automovilístico en la carretera a Panajachel: cayó al barranco y quedó gravemente herido, mientras que todos sus acompañantes murieron. Creyendo que la recuperación del presidente iba a ser prolongada, los dirigentes del Partido Acción Revolucionaria (PAR) suscribieron un pacto con el ya teniente coronel Arana, en el que este se comprometía a no intentar ningún golpe de Estado contra el presidente convaleciente, a cambio de que los partidos revolucionarios apoyarían a Arana como su candidato oficial en las siguientes elecciones. Este fue el famoso «Pacto del Barranco». Sin embargo, la recuperación del presidente fue casi milagrosa y pronto pudo hacerse cargo del gobierno nuevamente, aunque no estuvo de acuerdo en aceptar el Pacto del Barranco. Arana había aceptado este pacto porque quería ser conocido como un «héroe demócrata» de la sublevación contra Ponce y creyó que el Pacto del Barranco garantizaría su posición cuando llegara el momento de las elecciones a presidente.
Arana era una persona muy influyente en el Gobierno de Juan José Arévalo, y había logrado ser nominado como el siguiente candidato a la presidencia, por delante del capitán Arbenz, a quien se le dijo que por su corta edad (apenas 36 años en ese tiempo) no tendría problema en esperar su torno para las elecciones siguientes. Pero la élite social no estaba conforme con el gobierno arevalista, pues por primera vez en la historia del país la clase media urbana tenía poder y lo había utilizado para que el Gobierno adoptara medidas en favor de los obreros de la ciudad. La élite consideraba nocivas las reformas sociales y consideraba que era más fácil hacer negocios y dinero —y que era más seguro para ellos— vivir en un régimen dictatorial como el de Ubico.
Los terratenientes tradicionales empezaron a cortejar al teniente coronel Arana, para que liderara un golpe de Estado contra Arévalo y se opusiera a las nuevas reformas que este había emprendido. Pero Arana estaba indeciso porque eso significaba perder el apoyo de los recién formados sindicatos urbanos, quienes eran sus votos seguros en las elecciones de 1950, en donde estaba garantizada su candidatura presidencial por el partido oficial. La división entre Arana y el gobierno arevalista empezó a notarse más en 1948, cuando se eligió a la mitad del congreso y Arana apoyó a sus propios candidatos, de los cuales ninguno resultó elegido por la ineptitud de su jefe de campaña, el oficial Ricardo Barrios Peña —quien era nieto de Justo Rufino Barrios—. A partir de ese momento, las relaciones entre Arana tanto con el presidente Arévalo como con el Congreso se fueron distanciando, y se empezó a rumorear acerca de un posible intento golpista del militar y un posible descontento del presidente con el movimiento «Arana para Presidente» que ya se había iniciado.
Existen varios relatos de intentos golpistas maquinados por Arana que se frustraron por diversas circunstancias: en una ocasión, durante una celebración en octubre de 1948 en la Quinta Samayoa —entonces una propiedad rural en las afueras de la Ciudad de Guatemala— Ricardo Barrios Peña y sus amigos habrían convencido a Arana para llevar a cabo un golpe de Estado, pero el joven oficial Carlos Paz Tejada lo habría evitado diciéndole enérgicamente a Arana que se convirtiera en «otro Ubico». En otra oportunidad, a mediados de 1949, Arana habría girado instrucciones a sus hombres en la Guardia de Honor para que lo esperaran en la noche para dar un golpe contra el Gobierno; pero Arana ya no llegó porque pasó la noche bebiendo con Arévalo en la Casa Presidencial. A pesar de que Árbenz tenía muchos seguidores en las fuerzas armadas, Arana sabía que había varios grupos independientes y numerosos oficiales indiferentes a la situación; además, tenía a sus más cercanos colaboradores en posiciones clave en el ejército, aprovechando su puesto de jefe de las Fuerzas Armadas; pero a Arana lo detuvo su indecisión entre dar un golpe y alcanzar la presidencia por medios legales.
Tras el fracaso en las elecciones legislativas Arana fue rechazado por el PAR y el Frente Popular Libertador (FLP) —partido de los estudiantes universitarios—, en el que únicamente la facción de Mario Méndez Montenegro lo apoyaba; de hecho, en abril de 1949 se produjo un cisma en el FLP, formándose el Frente Popular Libertador Ortodoxo que apoyaba a Arana y que comenzó la campaña presidencial de este en el interior de la república. Al mismo tiempo, se empezaba a perfilar la candidatura del teniente coronel Árbenz porque parecía favorable a los obreros y respetuoso de la Constitución y porque en el interior de la república únicamente un militar podría derrotar a Arana.

### Muerte de Francisco Javier Arana
La muerte del teniente coronel Francisco Javier Arana es de crítica importancia en la historia del país, pues fue un evento crucial en la historia de la revolución guatemalteca: su muerte no solo abrió las puertas a la elección del coronel Jacobo Árbenz como presidente de la república en 1950 sino que también causó una aguda crisis en el Gobierno del doctor Arévalo Bermejo, quien se vio enfrentado contra un ejército que había sido fiel al mayor Arana, y a grupos civiles de derecha que aprovecharon la ocasión para protestar fuertemente contra su gobierno.
De acuerdo a la Constitución guatemalteca vigente en 1949, para que un oficial del ejército pudiera participar en las elecciones presidenciales debía renunciar a las fuerzas armadas en mayo de 1950, es decir seis meses antes de los comicios. Arana se vio entonces en la encrucijada entre el camino legal y el golpe de Estado, pues perdería su poder sobre el ejército al proclamar su candidatura presidencial, que se veía cada vez más débil. El sucesor de Arana como jefe de las Fuerzas Armadas era elegido por el Congreso de Guatemala entre tres candidatos postulados por el Consejo Superior de la Defensa (CSD), ente formado por veintitrés oficiales, que incluía a Arana y a Árbenz como miembros por ser los mayores jerarcas militares del país, pero que también incluía miembros que eran electos cada tres años. Arana sabía que su sucesor iba a ser un oficial no-aranista y decidió influir en las elecciones del CSD de 1949; las reuniones dentro del CSD fueron tensas y no se llegó a ningún acuerdo, más que posponer las elecciones de nuevos miembros para julio de 1949.  El viernes 15 de julio finalmente los aranistas aparentaron doblegarse y aceptaron que el voto fuera libre en las zonas militares y que los comandantes locales no supervisaran las votaciones.
Pero ese mismo día, Arana destituyó al coronel Francisco Cosenza, jefe de la Fuerza Aérea de Guatemala, y único arbencista entre los jefes militares; lo sustituyó por Arturo Altolaguirre Ubico sin pedir permiso al ministerio de la Defensa.  Árbenz supo en ese momento que un golpe de Estado estaba en marcha y Arana, que estaba cansado de esperar, fue al despacho de Arévalo a enfrentar el 16 de julio; allí —según relatos posteriores pues no hubo testigos presenciales— le dio un ultimátum: Arévalo tenía que destituir a todo su gabinete y sustituirlo por colaboradores del militar o sería derrocado. Arévalo le dijo que le diera unos días para realizar los cambios ordenadamente, a lo que Arana accedió, dando como plazo hasta las diez de la noche del 18 de julio —fecha en que iban a dar comienzo las elecciones para el CSD—. Ricardo Barrios Peña le recriminó a Arana este acuerdo, pues consideraba que Arana debió haber tomado el poder inmediatamente; pero Arana estaba seguro de su victoria y que iba a quedar como un presidente constitucional tras ganar las elecciones, en vez de un líder de facto.
Después de que Arana se retiró, Arévalo mandó a llamar a Árbenz y a otros importantes colaboradores, quienes al conocer del ultimátum acordaron secuestrar a Arana y enviarlo al exilio; el 17 de julio, mientras Arana estaba en la Quinta Samayoa, seguro de su triunfo, el comité permanente del Congreso de Guatemala se reunió secretamente para destituirlo como jefe de las Fuerzas Armadas. El presidente de Cuba Carlos Prío Socarrás, quien era amigo de Arévalo, estuvo de acuerdo en otorgar exilio al coronel Arana, quien sería transportado a Cuba por el coronel Cosenza. El Gobierno de Arévalo estaba seguro de que luego del destierro de Arana, se produciría un alzamiento militar por parte de sus seguidores.
El lunes 18 de julio por la mañana, Arana se presentó en el palacio presidencial y le dijo a Arévalo que iba a El Morlón, la residencia presidencial a orillas del lago de Amatitlán, para confiscar un lote de armas que Arévalo había escondido allí luego de que las autoridades mexicanas las confiscaran a un grupo de exiliados dominicanos a quienes el Gobierno guatemalteco se las había regalado para derrocar a Rafael Leónidas Trujillo. Las armas habían sido sustraídas de la base militar del Puerto de San José y ahora iba a confiscarlas en la residencia presidencial.  El historiador Piero Gleijeses considera que la visita de Arana a Arévalo fue «la de un hombre impulsivo cuya paciencia estaba agotada y que fue al palacio para presumir de su poder y para apurar al humillado presidente a que cumpliera con su ultimátum rápidamente».  Pero en lugar de amedrentar a Arévalo, lo único que consiguió fue que este supiera en donde iba a encontrarse y pusiera en marcha el plan para sacarlo al exilio; hábilmente, Arévalo le sugirió que se llevara al coronel Felipe Antonio Girón —jefe de la guardia presidencial— lo que confirmó a Arana de su aparente triunfo y de que Arévalo y Árbenz jamás se le enfrentarían.
Arévalo llamó a Árbenz para que se hiciera cargo de la situación, y este envió a varios hombres armados, quienes salieron desde la capital en dos carros e iban bajo las órdenes del jefe de la policía, teniente coronel Enrique Blanco y por el diputador del PAR Alfonso Martínez, un oficial retirado y amigo de Árbenz. Cuando Arana llegó al puente de La Gloria, un Dodge gris estaba parado allí obstruyéndole el paso. Después de la corta balacera quedaron tres fallecidos: Arana, su asistente el mayor Absalón Peralta y el teniente coronel Blanco. Los testigos presenciales nunca confirmaron cual fue el detonante de los disparos y si la intención había sido capturar a Arana como estaba previsto.
Al conocerse la noticia de su muerte, la Guardia de Honor se alzó en armas y estallaron los combates en la ciudad, que duraron veinticuatro horas; mientras, el resto del país esperaba el resultado. Aunque pareció que los aranistas iban a triunfar aquel 18 de julio, no lograron su objetivo porque carecían de un líder que los dirigiera contra las escasas fuerzas leales al presidente que estaban dirigidas por Árbenz, quien demostró mucha perspicacia y habilidad militar. El coronel Carlos Castillo Armas, uno de los principales colaboradores de Arana, estaba en Mazatenango observando las elecciones para el CSD y no se atrevió a regresar mientras que el comandante de la Guardia de Honor, coronel Juan Francisco Oliva, fue detenido en el Ministerio de la Defensa, a donde lo había llamado Árbenz menos de una hora después de la muerte de Arana.
Para el amanecer del 19 de julio, el Gobierno había la iniciativa: el coronel Cosenza había arrestado a Altolaguirre Ubico en la Fuerza Aérea y numerosos civiles habían tomado las armas de los depósitos del fuerte de Matamoros y de un pequeño cuartel que Árbenz había tomado durante la noche. Los leales al Gobierno sitiaron la Guardia de Honor, que también fue atacada por la Fuerza Aérea, con bombas obsoletas que muchas veces no estallaron; finalmente, el cuartel se rindió y la lucha se dio por concluida con un saldo de ciento cincuenta muertos y más de doscientos heridos. La versión oficial era que los miembros reaccionarios de la sociedad guatemalteca habían sido los culpables de la muerte del coronel Arana, algo que muchos guatemaltecos vieron con incredulidad desde el principio, pues se sabía que Martínez estaba herido y que este era incondicional de Árbenz; esto dio pie para que surgieran rumores de un complot para asesinar al coronel Arana, los cuales han persistido hasta la actualidad.

### Gobierno de Jacobo Árbenz
Múltiples conspiraciones y asonadas militares no lograron derribar el Gobierno de Arévalo, debido al fuerte apoyo popular y sindical con el que contaba, tanto así que no solo logró culminar su mandato sino que incluso pudo entregar el poder en un contexto pacífico y de elecciones democráticas a su sucesor, el coronel Jacobo Árbenz Guzmán quien tenía tendencias revolucionarias más radicales que las de Arévalo
Cuando inició el gobierno de Árbenz, el 76 % de los habitantes poseían menos del 1.0 % de las tierras; mientras que un 2.2 %, el 70 %. La United Fruit Company era dueña de más del 50 % de las tierras cultivables del país, de las que únicamente cultivaba el 2.6 %; y los campesinos tenían sueldos miserables. Por otra parte, desde el gobierno de Manuel Estrada Cabrera existían monopolios norteamericanos de empresas subsidiarias de la UFCO y que se dedicaban al transporte de carga por ferrocarril y vapores, los que salían de Puerto Barrios, Izabal, puerto controlado por la frutera. Asimismo, controlaban la generación de la electricidad, los teléfonos y telégrafos del país. Estas empresas no pagaban ningún tipo de impuesto por el uso de los recursos nacionales, gracias a las generosas concesiones otorgadas por Estrada Cabrera, y ratificadas por los Gobiernos de José María Orellana y Jorge Ubico.
Árbenz dijo en su discurso de toma de posesión:

Nuestro gobierno se propone iniciar el camino del desarrollo económico de Guatemala, tendiendo hacia los tres objetivos fundamentales siguientes:
- convertir nuestro país de una nación dependiente y de economía semicolonial en un país económicamente independiente;
- convertir a Guatemala de país atrasado y de economía predominantemente semifeudal en un país moderno y capitalista; y
- hacer que esta transformación se lleve a cabo en forma que traiga consigo la mayor elevación posible del nivel de vida de las grandes masas del pueblo.

Basándose en su plan de gobierno, realizó lo siguiente:
1. Promulgó el Decreto 900, para expropiar los terrenos ociosos de la UFCO.[78]
2. Principió la construcción de la carretera al Atlántico[y] y que fue terminada por los gobiernos de Carlos Castillo Armas y de Miguel Ydígoras Fuentes debido a la importancia económica de la misma.[78] Tal y como había previsto el Gobierno de Árbenz, una vez concluida la carretera, el monopolio ferroviario de la IRCA se derrumbó.[78]
3. Comenzó la construcción del puerto Santo Tomás de Castilla en donde se encontraba el puerto Matías de Gálvez, para competir con Puerto Barrios, puerto controlado por la UFCO,[78] aunque la construcción de este puerto no se terminó sino hasta después del Terremoto de Guatemala de 1976.
4. Empezó los estudios para la planta de generación Jurún Marinalá, para competir con la empresa eléctrica en manos de norteamericanos.[77]

En 1952, ganó las elecciones a alcalde Juan Luis Lizarralde, apoyado por el Partido de Unificación Anticomunista (PUA), el Comité de Estudiantes Universitarios Anticomunistas (CEUA), la Unión Patriótica y la Juventud Nacionalista, en una muestra de elecciones verdaderamente democráticas. Esta administración tuvo enfrentamientos con el Gobierno del coronel Árbenz, pero el Gobierno, mediante obra pública intervino en la producción de nuevos espacios en la ciudad y, en algunos casos, en la valorización de la tierra que fue incorporada a la ciudad por medio de los nuevos ejes viales como la carretera Interamericana que se construyó a partir del Hospital Roosevelt.

## La Contrarrevolución
Diez años después de la Revolución de 1944, en 1954, los opositores al gobierno de Árbenz se unificaron en el llamado Movimiento de Liberación Nacional. Bajo el mando del teniente coronel Carlos Castillo Armas y con el apoyo de Juan Córdova Cerna, director de la CIA en Centroamérica, quien fue el verdadero líder del Ejército de Liberación y se infiltró en el gobierno de la Junta Revolucionaria como ministro de Gobernación; esta acción fue el preámbulo para que se iniciarán los planes para el derrocamiento en la denominada «Operación PBSUCESS», la cual, bajo otro nombre tenía como objetivo derrocar a la Junta Revolucionaria, sin embargo se logró hasta con el presidente Árbenz.
Con el apoyo de las dictaduras de Nicaragua y Honduras se planeó una invasión desde este último país, se reunió un pequeño ejército, cuyos aviones incursionaron sobre Guatemala, arrojando propaganda contra el Gobierno y atacando objetivos militares. El 18 de junio de 1954, el Ejército de Liberación invadió el país por Esquipulas y tomó Chiquimula. Al presidente Árbenz solamente una sección del ejército le dio su apoyo por lo que no pudo oponer una resistencia efectiva, el Ejército de Guatemala no cumplió con las órdenes de defender el país y dejó avanzar la invasión del pequeño y mal armado Ejército de Liberación. Árbenz renunció el 27 de junio, dejando la presidencia en manos del coronel Carlos Enrique Díaz, jefe de las Fuerzas Armadas, y se asiló en la embajada de México.
El coronel Díaz fue sustituido por una junta militar integrada por los coroneles Elfego H. Monzón, José Luis Cruz Salazar y Mauricio Dubois. El coronel Monzón, presidente de la junta militar, firmó con Castillo Armas, en San Salvador, un pacto que puso fin a la guerra, y le otorgó el poder a este, quien había traicionado al Lic. Juan Córdova Cerna e inmediatamente devolvió las tierras a los terratenientes e inauguró un período de sucesivos gobiernos militares en el país que incurrieron en una considerable deuda externa.

## La Revolución de 1944 en la Literatura

### NovelaLos Ojos de los Enterradosde Miguel Ángel Asturias

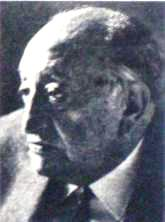
Miguel Ángel Asturias

Miguel Ángel Asturias en su obra Los Ojos de los Enterrados, tercera y última entrega de su Trilogía Bananera, describe una interesante teoría en la que relata una historia ficticia en la que la causa de la renuncia del presidente Ubico —a quien llama «la fiera del Guacamolón» ya que «Guacamolón» es el nombre coloquial del Palacio Nacional de color verde que construyó Ubico Castañeda— fue debida a una huelga generalizada en las instalaciones de la United Fruit Company tanto en Bananera como en Tiquisate, a la que siguió un paro nacional y las protestas en la capital. Aunque históricamente los movimientos que resultaron en la renuncia de Ubico se dieron principalmente entre la clase media de la ciudad de Guatemala, la teoría de Asturias, aunque ficticia, es interesante y hasta hubiera sido posible, dados los siguientes factoresː
- Luego de la caída del gobierno de Ponce Vaides en octubre de 1944, tanto la Junta Revolucionaria de Gobierno —que derogó los reglamentos de vialidad y de vagancia que favorecían la mano de obra barata de los terratenientes guatemaltecos y transnacionales—, como Juan José Arévalo con su Código de Trabajo y Jacobo Árbenz Guzmán —con el Decreto 900 de Reforma Agraria, la construcción de la Carretera al Atlántico, la construcción del Puerto Santo Tomás de Castilla y la planificación de la hidroeléctrica Jurún Marinalá—, atacaron de frente a los intereses de la United Fruit Company y de sus compañías afiliadas la International Railways of Central America (IRCA) y la Gran Flota Blanca.[83]
- La frutera se encontraba de momento debilitada, ya que la Segunda Guerra Mundial no había terminado, y algunos buques de su flota habían sido hundidos por los submarinos alemanes y otros eran utilizados para el traslado de pertrechos de guerra y tropas a los frentes.
- La política conocida como New Deal del entonces presidente de Estados Unidos Franklin Roosevelt no favorecía a las empresas multinacionales como la UFCO.[84]